# Charlie Callas
Pour les articles homonymes, voir Callas.
Charlie Callas est un acteur américain, né le 20 décembre 1924 à Brooklyn, New York (États-Unis) et mort le 27 janvier 2011, à Las Vegas.

## Filmographie
- 1967 : Jerry la grande gueule (The Big Mouth) de Jerry Lewis : Rex
- 1970 : The Klowns (TV)
- 1970 : Kraft Music Hall Presents: The Des O'Connor Show (en) (série télévisée)
- 1972 : The ABC Comedy Hour (en) (série télévisée)
- 1972 : The Snoop Sisters (TV) : Charlie
- 1975 : Switch (série télévisée) : Malcolm Argos
- 1976 : La Dernière Folie de Mel Brooks (Silent Movie) de Mel Brooks : Aveugle
- 1977 : Peter et Elliott le dragon (Pete's Dragon) de Don Chaffey : Elliott (voix)
- 1977 : Le Grand frisson (High Anxiety) de Mel Brooks : L'épagneul cocker
- 1979 : Les Légendes des Super–Héros (TV) : Sinestro
- 1981 : Bungle Abbey (TV)
- 1981 : La Folle Histoire du monde (History of the World: Part I) de Mel Brooks : Soothsayer
- 1981 : Christmas at Sea World (TV)
- 1982 : Rooster (en) (TV) : Francis A. Melville
- 1983 : Hysterical de Chris Bearde (en) : Dracula
- 1984 : Gallavants (en) : Azor (voix)
- 1987 : The Dom DeLuise Show (série télévisée) : Charlie (1987-1988)
- 1987 : Cheeseburger film sandwich : lui-même
- 1995 : Vampire Vixens from Venus de Ted A. Bohus (en) : Barman
- 1995 : Dracula mort et heureux de l'être (Dracula: Dead and Loving It) de Mel Brooks : L'homme en camisole de force
- 2001 : Now That's Funny! (TV)
- 2002 : Errors, Freaks & Oddities de Paul Battista : Sol Solzberg